# زبان تاتی قفقاز
زبان تاتی یا فارسی تاتی گویشی از زبان فارسی یا یک زبان جنوب‌غربی ایرانی نزدیک به آن است که تات‌های قفقاز در جمهوری آذربایجان و روسیه در اروپا بدان گفتگو می‌کنند. امروزه آسی و تاتی تنها زبان‌های ایرانی باقی مانده هستند که به صورت بومی در بخشی از قارهٔ اروپا رایج‌اند. این گویش از تبار پارسی است اما برای دیگر گویشوران این زبان کاملاً فهمیدنی نیست. گویش‌هایی از تاتی به نام جهوری توسط یهودیان قفقاز و پارسرن توسط تات‌های ارمنی تکلم می‌شود. هریک از گویش‌های مسلمانان، یهودیان و مسیحیان دارای ویژگی‌های واژگانی و دستوری خاص خود هستند.

## پیشینه
زبان تاتی که زبان تات‌های قفقاز می‌باشد را زبان بازماندگان سپاهیان ساسانی دوران انوشیروان دانسته‌اند. این زبان که از شاخهٔ جنوب‌غربی و نزدیک به فارسی دانسته شده در احسن التقاسیم مقدسی نام آن به عنوان آرانی یادش ده و مقدسی خاطرنشان ساخته که زبانشان با دری خراسانیان یکی است و فقط در برخی حروف با یکدیگر اختلاف دارند. بنظر می‌رسد در گذشته محدودهٔ زبان تاتی در منطقهٔ قفقاز بسیار بزرگ‌تر بوده باشد و با توجه به حکومت طولانی مدت شروانشاهان که حامی زبان فارسی در قفقاز بودند و تا زمان صفویان بر منطقه استیلا داشتند احتمالاً این زبان رشد و گسترش بیشتری داشته است. این زبان در سال ۱۹۰۱ بیش از ۱۳۵٬۰۰۰ نفر گویشور داشته است. امروزه با وجود چندین برابر شدن جمعیت منطقه قفقاز زبان تاتی قفقازی تنها ۲۳٬۰۰۰ گویشور دارد. این زبان که در آذربایجان به نفع ترکی آذربایجانی به‌شدت در حال عقب‌نشینی است و از سوی یونسکو در فهرست زبان‌های در خطر جای گرفته است.

## واج‌شناسی
اطلاعات زیر مربوط به گویش آبشرونی است:

### همخوان‌ها
|         |        | لبی | دندانی/ لثوی | پسالثوی | کامی | نرم‌کامی | چاکنایی |
| ------- | ------ | --- | ------------ | ------- | ---- | ------- | ------- |
| انسدادی | بی‌واک  | p   | t            |         | (c)  | k       |         |
| انسدادی | واک‌دار | b   | d            |         | ɟ    | ɡ       |         |
| انسایشی | بی‌واک  |     |              | tʃ      |      |         |         |
| انسایشی | واک‌دار |     |              | dʒ      |      |         |         |
| سایشی   | بی‌واک  | f   | s            | ʃ       |      | x       | h       |
| سایشی   | واک‌دار | v   | z            | (ʒ)     |      | ɣ       |         |
| خیشومی  | خیشومی | m   | n            |         |      |         |         |
| لرزشی   | لرزشی  |     | r            |         |      |         |         |
| ناسوده  | ناسوده |     | l            |         | j    |         |         |

### واکه‌ها
|       | پیشین | پیشین | پسین |
| ----- | ----- | ----- | ---- |
| بسته  | i     | y     | u    |
| میانی | e     | œ     | o    |
| باز   | æ     | æ     | ɑ    |

## گویشوران
این را نیز ببینید: تات‌های قفقاز
گویشوران زبان تاتی به سه دسته تقسیم می‌شوند که سه لهجه مجزا نیز برای خود داند:
- تات‌های مسلمان که در آبشوران، خیزین، دوه‌چی و برخی نواحی مجاور آن زندگی می‌کنند و مسلمان می‌باشند.
- تات‌های یهودی که که بیشتر آنان به اسرائیل مهاجرت نموده‌اند و به زبان تاتی سخن می‌گویند. این افراد خود را «داغ جودی» یا «یهودی کوهستان» می‌نامند و سرزمین اصلی شان داغستان روسیه است.
- تات‌های مسیحی: یا تات‌های ارمنی که در روستاهای ماتراسه و بخش اسماعیل‌لی و روستای کیلوز و بخش دوه‌چی و ارتاشِن و قوبا و برخی نواحی دیگر به‌سر می‌برند. این دسته از تات‌ها مسیحی مذهب هستند و گاهی آنان را تات‌های ارمنی نیز می‌نامند.

### گویش‌ها
- ارزی‌کش-داغ قوشچو
- لاهیج
- بالاخانی
- شابران
- قزل‌گزمه
- قوناق‌کند
- آبشرون
- سوراخانی
- تاتی شمالی
- ملهم
- قوبا[۱۶]

## نوشتار
تاتی امروزه در جمهوری آذربایجان به الفبای لاتین و در روسیه به الفبای سیریلیک نوشته می‌شود. تا سال ۱۹۲۸ تات‌های مسلمان به الفبای فارسی و تات‌های یهودی نیز به الفبای عبری می‌نوشتند. الفباهای لاتین و سیریلیک تاتی به شرح زیرند:
| Ə ə | A a | B b | C c | Ç ç | D d | E e | F f |
| G g | H h | I i | J j | K k | L l | M m | N n |
| O o | P p | Q q | R r | S s | Ş ş | T t | U u |
| V v | X x | Y y | Z z |     |     |     |     |

| А а   | Б б | В в | Г г   | Гъ гъ | Гь гь | ГI гI | Д д |
| Е е   | Ё ё | Ж ж | З з   | И и   | Й й   | К к   | Л л |
| М м   | Н н | О о | П п   | Р р   | С с   | Т т   | У у |
| Уь уь | Ф ф | Х х | Хь хь | Ц ц   | Ч ч   | Ш ш   | Щ щ |
| Ъ ъ   | Ы ы | Ь ь | Э э   | Ю ю   | Я я   |       |     |